# Surviving Picasso
Pour plus de détails, voir Fiche technique et Distribution.
Surviving Picasso est un film américain réalisé par James Ivory en 1996. Il a été filmé à Paris et en Provence.

## Synopsis
Récit de la vie passionnée de Pablo Picasso et Françoise Gilot ("la femme fleur") de 1944 à 1953.

## Fiche technique
- Titre : Surviving Picasso
- Titre original : Surviving Picasso
- Réalisation : James Ivory
- Scénario : Ruth Prawer Jhabvala d'après la biographie Picasso: Creator and Destroyer de Arianna Stassinopoulos Huffington
- Producteurs : David L. Wolper et Ismail Merchant
- Directeur de la photographie : Tony Pierce-Roberts
- Décors : Luciana Arrighi
- Décorateur de plateau: Denis Mercier
- Costumes: Carol Ramsey
- Musique : Richard Robbins
- Production: Merchant Ivory Productions et David L. Wolper Productions
- Pays de production :  États-Unis
- Genre : biographie, drame, romance
- Durée : 125 minutes
- Dates de sortie :
  - États-Unis : 4 septembre 1996 (Festival de Boston) ; 20 septembre 1996 (sortie nationale)
  - France : 11 décembre 1996

## Distribution
- Anthony Hopkins (VF : Jean-Pierre Moulin) : Pablo Picasso
- Natascha McElhone (VF : Nathalie Richard) : Françoise Gilot
- Julianne Moore : Dora Maar
- Susannah Harker : Marie-Thérèse Walter
- Diane Venora (VF : Joëlle Brover) : Jacqueline Roque
- Jane Lapotaire (VF : Martine Irzenski) : Olga Picasso, née Khokhlova
- Dominic West : Paulo Picasso, le fils de Pablo et Olga
- Joss Ackland : Henri Matisse
- Peter Eyre : Sabartés, le secrétaire particulier de Picasso
- Peter Gerety : Marcel, le chauffeur de Picasso
- Joseph Maher (VF : Raymond Gérôme) : Daniel-Henry Kahnweiler
- Dennis Boutsikaris : Kootz
- Bob Peck : le père de Françoise
- Joan Plowright (VF : Paule Emanuele) : la grand-mère de Françoise
- Allegra Di Carpegna : Geneviève, l'amie de Françoise
- Laura Aikman : Maya Ruiz-Picasso, la fille de Pablo et Marie-Thérèse
- Andrew Litvack : l'officier américain présentant une dague
- Valérie Tolédano : la bonne
- Marc Tissot : le reporter
- Vernon Dobtcheff : Diaghilev
- Valentina Yakunina : Lydia Délectorskaya